# 이윤건 (축구 선수)
이윤건(李尹建, 2005년 2월 27일 ~ )은 대한민국의 축구 선수로, 포지션은 중앙 미드필더이다. 현재 K리그1 수원 FC 소속이다.